# لی سو جین
لی سو جین (به کره‌ای: 이서진 به انگلیسی: Lee Seo-jin) (زاده ۳۰ ژوئیه ۱۹۷۱) هنرپیشه اهل کره جنوبی است.
او به دلیل بازی در مجموعه تلویزیونی ققنوس و همچنین در ایسان در نقش ایسان و در سرنوشت یک مبارز در نقش گی‌بک شناخته شده‌است.

## فیلم‌شناسی

### سریال‌های تلویزیونی
| سال  | عنوان                 | نقش                   | شبکه   |
| ---- | --------------------- | --------------------- | ------ |
| ۱۹۹۹ | خانه‌ای فراتر از موج‌ها |                       | اس‌بی‌اس |
| ۱۹۹۹ | رئیس                  |                       | ام‌بی‌سی |
| ۲۰۰۱ | خانه او               |                       | ام‌بی‌سی |
| ۲۰۰۱ | بدون توقف             | بازیگر مهمان          | ام‌بی‌سی |
| ۲۰۰۱ | یک مرد خوب            |                       | کی‌بی‌اس |
| ۲۰۰۲ | وقتی همدیگه را دیدیم  |                       | ام‌بی‌سی |
| ۲۰۰۲ | شلیک به ستاره‌ها       |                       | اس‌بی‌اس |
| ۲۰۰۳ | دامو                  | فرمانده هوانگ بو یونگ | ام‌بی‌سی |
| ۲۰۰۴ | ققنوس                 | جانگ سائه هون         | ام‌بی‌سی |
| ۲۰۰۶ | یخ زده                | بک جونگ وون           | CGV    |
| ۲۰۰۶ | عاشقان                | ها کانگ جه            | اس‌بی‌اس |
| ۲۰۰۷ | ایسان                 | ایسان                 | ام‌بی‌سی |
| ۲۰۰۸ | در حال پخش            | بازیگر مهمان          | اس‌بی‌اس |
| ۲۰۰۹ | روح                   | شین ریو               | ام‌بی‌سی |
| ۲۰۱۱ | سرنوشت یک مبارز       | گی‌بک                  | ام‌بی‌سی |
| ۲۰۱۴ | روزهای شگفت‌انگیز      | کانگ دونگ سوک         | کی‌بی‌اس |
| ۲۰۱۶ | قرارداد ازدواج        | هان جی هون            | ام‌بی‌سی |
| ۲۰۱۹ | تله                   | کانگ وو هیون          | او‌سی‌ان |
| ۲۰۲۱ | زمان                  | لی جین وو             | تیوینگ |

|۲۰۲۲|کلینیک دکتر پارک ||TVING

### فیلم‌ها
| سال  | عنوان       | نقش          | یادداشت |
| ---- | ----------- | ------------ | ------- |
| ۲۰۰۰ | شبه تاکسی   |              |         |
| ۲۰۰۱ | دوستت دارم  |              |         |
| ۲۰۰۵ | سایه شمشیر  | دا جونگ هیون |         |
| ۲۰۱۵ | پیش‌بینی عشق | لی دونگ جین  |         |